# Cheppes-la-Prairie
Cheppes-la-Prairie település Franciaországban, Marne megyében. Lakosainak száma 141 fő (2022. január 1.). Cheppes-la-Prairie La Chaussée-sur-Marne, Faux-Vésigneul, Omey, Pogny, Saint-Martin-aux-Champs, Songy és Vitry-la-Ville községekkel határos.

## Népesség
A település népességének változása:
| Lakosok száma | 226  | 200  | 196  | 190  | 174  | 176  | 177  | 157  | 147  | 141  |
|               | 1968 | 1982 | 1990 | 2006 | 2013 | 2015 | 2017 | 2019 | 2020 | 2022 |